# چزانا بریانتزا
چزانا بریانتزا (به ایتالیایی: Cesana Brianza) یک کومونه در ایتالیا است که در استان لکو واقع شده‌است. چزانا بریانتزا ۳٫۴ کیلومتر مربع مساحت و ۲٬۲۵۷ نفر جمعیت دارد و ۳۰۰ متر بالاتر از سطح دریا واقع شده‌است.